# Oh Brother, My Brother
Oh Brother, My Brother ist ein US-amerikanischer Kurzfilm von 1979 der Eheleute Carol und Ross Lowell, der das alltägliche Leben ihrer beiden Söhne Josh und Evan zeigt. Ross Lowell war auch für das Drehbuch und die Kameraarbeit des Films verantwortlich.
Bei der Oscarverleihung 1980 war der Film für einen Oscar in der Kategorie Bester Kurzfilm (Live Action) nominiert.

## Handlung
Der Film zeigt das alltägliche Leben der Lowell-Familie, wobei die Liebe und Zuneigung der beiden Söhne im Fokus stehen. Gezeigt werden Konflikte unter den Geschwistern; der schnelle Wechsel von glücklichen Momenten zu Sorgen, vom gemeinsamen Spiel zu Tränen und Streit.

## Produktion
Der Film geht auf eine Anregung von Carol Lowell zurück. Gegenüber ihrem Mann äußerte sie ihr Bedauern, dass, obwohl Ross Lowell ein Kameramann sei, es keine Filme von ihren eigenen 6 und 2 Jahre alten Söhnen gebe. Beide entschieden, kein halbherziges Home Video, sondern einen echten Film zu produzieren.
Oh Brother, My Brother wurde auf 16-mm-Film gedreht. Der Film entstand über mehrere Monate, wobei ungefähr drei Monate an der Planung, drei Monate an den Dreharbeiten und drei Monate am Schnitt des Films gearbeitet wurde.

## Auszeichnungen
- Oscarverleihung 1980: Oscar-Nominierung in der Kategorie Bester Kurzfilm (Live Action)
- CINE Golden Eagle Award